# Afton Chemical
アフトン・ケミカル・コーポレーション（Afton Chemical Corporation）は駆動系潤滑油添加剤、エンジン油添加剤、燃料添加剤、産業用添加剤などの石油添加剤の開発と製造を行うアメリカ合衆国の企業である。本社はバージニア州リッチモンドにあり、世界各国で事業展開をしている。
日本法人はアフトンケミカルジャパン（株）、東京都千代田区平河町に本社を置き、つくばにはテクニカルセンターとしてつくば研究所を設置している。
グループの親会社は機能性特殊化学製品を専門とするニューマーケット・コーポレーション（NewMarket Corporation）（NYSE: NEU）である。

## 事業内容
アフトン・ケミカルの製品は、駆動系潤滑油添加剤、エンジン油添加剤、燃料添加剤、産業用添加剤という4つの戦略的事業ユニットに大別される。
駆動系潤滑油添加剤
この事業部門には、自動変速機（ATF）、無段変速機（CVT）、二段クラッチ（DCT）の各トランスミッションの駆動系潤滑油添加剤、および後車軸やマニュアル・トランスミッションのギヤ油添加剤が含まれる。
エンジン油添加剤
アフトン・ケミカルでは、乗用車、二輪車、中速回転および高荷重ディーゼルエンジン用のエンジン油添加剤、ならびにオレフィン共重合体粘度指数向上剤を製造している。
燃料油添加剤
アフトン・ケミカルはガソリン車およびディーゼル車の性能向上、オクタン価、家庭用暖房油、燃料規格および燃料分布のための燃料添加剤を製造している。
潤滑油添加剤
潤滑油添加剤は有機化合物および合成化合物の製品である。この製品部門には、カプラー、分散剤および乳化剤、摩擦調整剤、粘着性付与剤が含まれる。
工業用潤滑油添加剤
アフトン・ケミカルは金属加工添加剤の製造企業であるポーラーテック（Polartech）を2010年に買収し、産業用製品の事業基盤を拡大させた。産業用製品には潤滑油添加剤、水力潤滑剤そして金属加工液が含まれる。
事業所
アジア太平洋地域、ヨーロッパ、インド、中東、南米および北米の各地域に事業所を開設している。同社は技術センターをバージニア州アシュランドに擁している。研究開発拠点であるアシュランド・テクニカル・センターでは車両に関係する研究が行われており、エンジン油、燃料、トランスミッション、車軸など自動車関連の添加剤の製造に携わるすべての戦略的事業ユニットがこの施設を利用している。当センターでは、耐久性、燃費、排出ガスの研究および新製品の開発が行われている。
ベルギー、英国、インド、ブラジル、中国、および全米各地に工場がある。年には中国の蘇州に研究施設が新たに開設された。また、2012年7月にはシンガポールのジュロン島に新たな化学添加剤製造工場を建設することが発表された。この新工場は2018年に操業開始された。
日本においては、2019年11月に、つくば市にある研究所を増強し新装オープンした。日本に存在する中では最新の潤滑油テストリグ等を備え、日系の自動車メーカー、潤滑油メーカーに試験サービスを行なっている。

### 業種
アフトン・ケミカルは石油業界に属する企業である。主な事業分野は駆動系潤滑油、エンジン油、燃料、産業用事業ユニットの化学添加剤の製造である。

## 沿革
- 1887年 - バージニア州リッチモンドにアルベマール・ペーパー・マニファクチャリング（Albemarle Paper Manufacturing）が創設される。
- 1924年 - エンジンの「ノッキング」を抑制する化学物質の開発に初めて成功したゼネラルモータース・ケミカル・コーポレーション（General Motors Chemical Corporation）が、社名をエチル・ガソリン・コーポレーション（Ethyl Gasoline Corporation）に変更する[10]。
- 1962年 - アルベマール・ペーパー社（Albemarle Paper Co.）がエチル・ガソリン・コーポレーション（Ethyl Gasoline Corporation）を買収し、社名をエチル・コーポレーション（Ethyl Corporation）に変更する。
- 1975年 - エチルはエドウィン・クーパー社（Edwin Cooper, Inc.）を買収。
- 1992年 - 石油業界で世界的な合併が進展する中、エチルはアモコ・ペトロリアム・アディティブス（Amoco Petroleum Additives）（米国）および日本クーパー（日本）を買収する。
- 1996年 - エチルはテキサコ・アディティブス・カンパニー（Texaco Additives Company）を買収。
- 2004年 - 社名をエチル・ペトロリアム・アディティブス社（Ethyl Petroleum Additives, Inc.）からアフトン・ケミカル・コーポレーションに変更する。ニューマーケット・コーポレーションの完全子会社となる。
- 2008年 - GEウォーター・アンド・プロセシング・テクノロジーズ（GE Water and Processing Technologies）の北米における燃料油添加剤事業を買収。
- 2009年 - 上海（中国）、つくば（日本）、ジュロン島（シンガポール）に施設を建設し、アジア太平洋地域への投資を拡大。
- 2010年 - ポーラーテック・メタルワーキング（Polartech Metalworking）を買収。英国では研究開発部門と製造設備が、インド、中国、および米国では製造工場が増設される。
- 2013年 - Warren Huangの後任としてRobert Shamaがアフトン・ケミカルの社長に就任[11]。
- 2013年 - アジア太平洋地域における事業の拡大を視野に、シンガポールのジュロン島に新たな製造施設を建設することを発表。